# Tejano Music Awards
O Prêmio da Música Tejana (do inglês: Tejano Music Awards ou TMA) é um prêmio criado pelo ex-professor de artes e músico Rudy Trevino em 1980. O prêmio reconhece os artistas mais destacados da música tejano, um gênero musical latino baseado na polca alemã gravado em espanhol ou inglês.
A cerimônia de apresentação anual apresenta performances de artistas e bandas de tejano e a entrega de todos os prêmios. O Tejano Music Awards é apresentado anualmente em San Antonio, Texas, embora a cerimônia já tenha sido apresentada em outras cidades-sede, como Eagle Pass, Texas.